# کاکلک
کاکلک، روستایی از توابع شهرستان شهرکرد در استان چهارمحال و بختیاری است.
فاصله کاکلک تا شهرکرد ۱۸کیلومتر می‌باشد.

## جمعیت
این روستا در دهستان حومه قرار دارد و براساس سرشماری مرکز آمار ایران در سال ۱۳۸۵، جمعیت آن ۶۷۵ نفر (۱۹۳خانوار) بوده‌است.

## کاکلک در لغت‌نامه دهخدا
کاکلک . [ ک ُ ل َ ] دهی است از دهستان لار بخش حومهٔ شهرستان شهرکرد در ۱۵ هزارگزی شمال باختر شمال شهرکرد و ۹ هزارگزی چالشتر به شهرکرد واقع است. کوهستانی و معتدل است و ۱۰۵۵ تن سکنه دارد. آب آن از قنات تأمین می‌شود. محصول آن غلات و لبنیات و شغل اهالی زراعت و گله داری است. از صنایع دستی زنان قالی و جاجیم بافی معمول است؛ و راه‌های فرعی دارد. (از فرهنگ جغرافیائی ایران ج ۱۰).